# ヘンリー・ペティ (初代シェルバーン伯爵)
初代シェルバーン伯爵ヘンリー・ペティ（英語: Henry Petty, 1st Earl of Shelburne FRS、1675年ごろ – 1751年4月17日）は、アイルランド王国出身の政治家、貴族。

## 生涯
サー・ウィリアム・ペティとエリザベス・ウォラー（1708年没）の息子として、1675年ごろに生まれた。1696年4月に兄チャールズが死去すると、その領地を継承した。
1692年から1693年までミドルトン選挙区の、1695年から1699年までウォーターフォード・カウンティ選挙区の代表としてアイルランド庶民院議員を務めた後、1699年にアイルランド貴族であるウェックスフォード県におけるシェルバーン男爵に叙され、1703年9月21日にアイルランド貴族院議員に就任した。
1696年11月30日、王立協会フェローに選出された。
グレートブリテン庶民院では1715年イギリス総選挙でホイッグ党候補としてグレート・マーロー選挙区から出馬、当選を果たした。1722年イギリス総選挙でウィカム選挙区に鞍替えして再選した後、1727年イギリス総選挙に出馬せず議員を退任した。議会では1716年の七年議会法案と1719年の貴族法案（Peerage Bill）に投票せず、1719年に便宜的国教徒禁止法の廃止と教会分裂阻止法の廃止に賛成票を投じた。1719年4月29日、アイルランド貴族であるシェルバーン伯爵とケリー県におけるダンケロン子爵に叙された。
1751年4月17日にロンドンで死去、ハイ・ウィカムで埋葬された。子孫全員に先立たれたため爵位は廃絶、遺産は姉アンの息子ジョン・フィッツモーリスが継承した。フィッツモーリスは遺産継承とともに姓を「ペティ」に改めた。シェルバーン伯爵の遺産には25万ポンドの現金と年収16,000ポンドの価値がある領地が含まれたという。

## 家族
1699年、アラベラ・ボイル（Arabella Boyle、1740年10月没、第3代ダンガーヴァン子爵チャールズ・ボイルの娘）と結婚、3男1女をもうけた。
- アン（1700年8月4日洗礼 – 1728年2月2日埋葬） - 1722年3月26日、フランシス・バーナード（Francis Bernard）と結婚
- ウィリアム - 夭折
- チャールズ（1705年9月27日洗礼 – ?） - 早世
- ジェームズ（1708年ごろ – 1750年9月17日） - 1737年4月21日、エリザベス・クレイヴァーリング（Elizabeth Clavering、1742年8月11日没、第3代準男爵サー・ジョン・クレイヴァーリングの娘）と結婚、1男ジェームズ（1741年11月7日 – 1742年4月23日）をもうけた